# Spionaggio atomico
Spionaggio atomico (A Bullet for Joey) è un film del 1955 diretto da Lewis Allen.

## Trama
A Montréal, un ispettore di polizia scopre un complotto per rapire un fisico in cui sono coinvolti anche mafiosi americani, spie straniere e una bionda seduttrice.